# Евлах (аэродром)
Военный аэродром Евла́х (азерб. Yevlax şəhərində) — военный аэродром Военно-воздушных сил СССР в период с 1940 по 1991 гг.

## История аэродрома
Во время СССР аэродром являлся аэродромом совместного базирования, здесь размещался аэропорт и военный аэродром. После распада СССР военная авиация была передислоцирована на аэродромы России.
В период Великой Отечественной войны аэродром использовался Батайской военной школой пилотов для подготовки лётчиков для фронта. На базе лётного состава школы в августе 1942 года создан 927-й "А" истребительный авиационный полк на самолетах И-16, который был переименован в 976-й истребительный авиационный полк. По окончании войны в январе 1946 года 976-й Инстербургский орденов Суворова и Кутузова истребительный авиационный полк вернулся на свой аэродром и базировался здесь до 1953 года. Летал на самолетах: Як-3, Ла-9 и МиГ-15.
В период с 22 июня по 9 августа 1942 года на аэродроме при Батайской военной авиационной школе пилотов был сформирован 926-й истребительный авиационный полк, который вошел в состав ВВС Закавказского фронта.
В настоящее время аэродром для военных целей не используется.